# Orvaux
Orvaux település Franciaországban, Eure megyében. Lakosainak száma 513 fő (2018. január 1.). Orvaux Champ-Dolent, Le Fresne, Gaudreville-la-Rivière, Le Mesnil-Hardray és Nogent-le-Sec községekkel határos.

## Népesség
A település népességének változása:
| Lakosok száma | 521  | 530  | 973  | 519  | 513  |
|               | 2013 | 2015 | 2016 | 2017 | 2018 |